# Corallocarpus schimperi
Corallocarpus schimperi là một loài thực vật có hoa trong họ Cucurbitaceae. Loài này được (Naudin) Hook.f. mô tả khoa học đầu tiên năm 1871.